# Thermik
Thermik ist eine Form des Aufwindes, die dadurch entsteht, dass Sonneneinstrahlung die Erdoberfläche und in der Folge die Luft in Bodennähe erwärmt. Diese Konvektion transportiert im Tagesverlauf von der Sonne erwärmte Luft in größere Höhen und bringt gleichzeitig kühlere Luft aus mehreren hundert Metern Höhe zum Erdboden. Bergsteiger spüren diesen Aufwind oft beim nachmittäglichen Abstieg als warmen Gegenwind aus dem Tal, motorlose Flieger wie Segelflieger, Drachen- und Gleitschirmflieger schätzen ihn als sogenannten „Bart“ zur Höhengewinnung. Thermik ist u. a. auch verantwortlich für die Entstehung von Talwinden und Staubteufeln.

## Entstehung

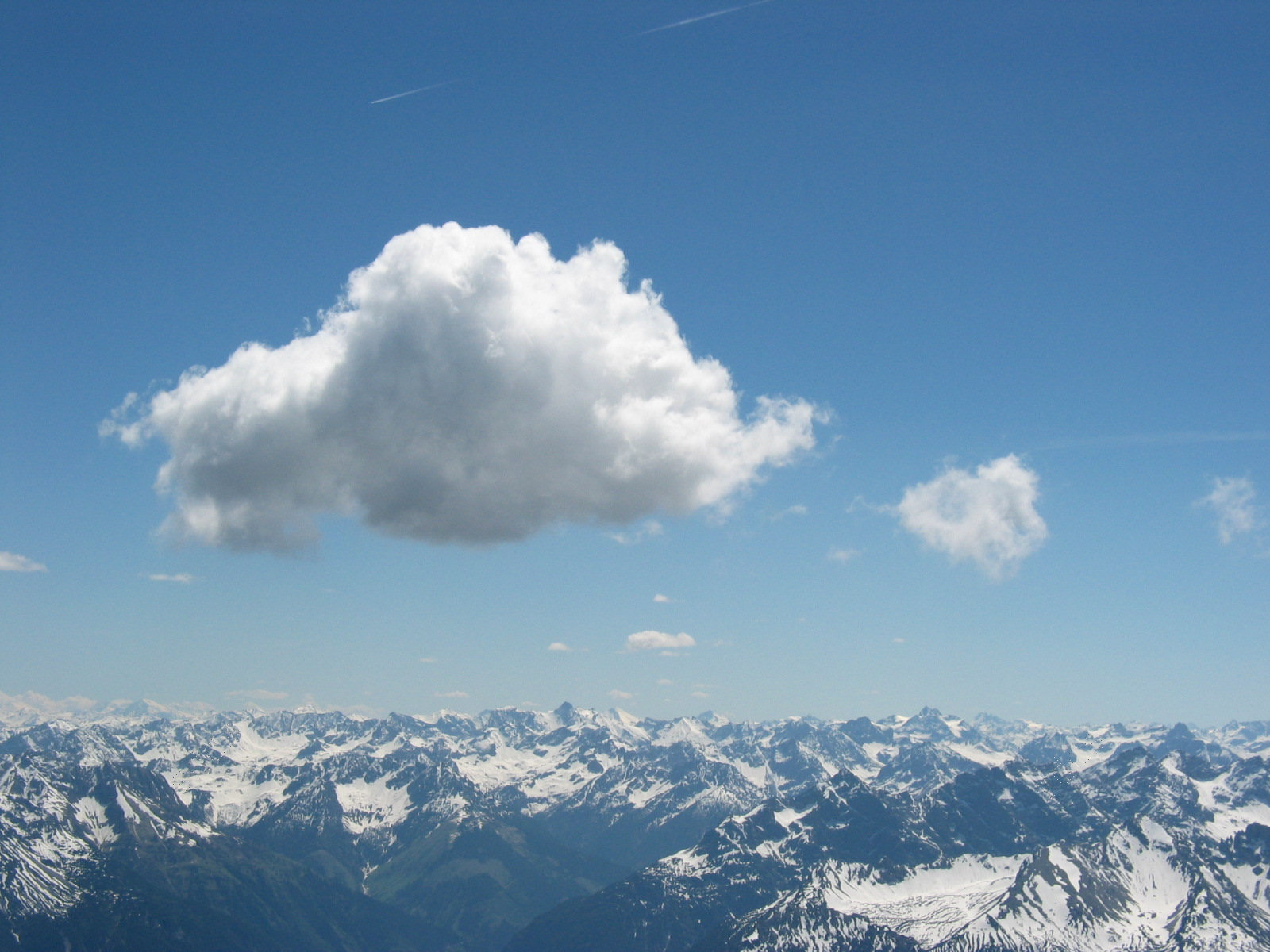
Cumuluswolke

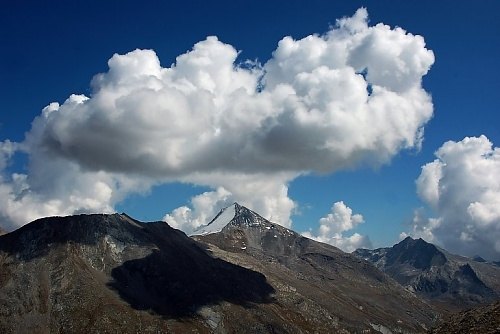
Ortsfeste Cumuluswolke, entstanden infolge Hangaufwinden über dem Stellihorn (Wallis).

Thermik benötigt zur Entstehung ausreichend Sonneneinstrahlung und eine geeignete Bodenbeschaffenheit.
Vereinfacht erwärmt sich eine wachsende Luftschicht am Boden. Durch Inhomogenitäten oder leichte Störungen bildet sich an einer Stelle der Warmluftschicht eine Beule, an der sich die Warmluft anfängt zu sammeln und nach oben zu drängen. Wenn genügend Warmluftvolumen angesammelt ist, fängt das Paket an emporzusteigen.
Es gibt zwei Möglichkeiten der Thermik, die nun eintreffen können:
- Paketartige Thermik: hier löst sich das Luftpaket vom Boden (die sogenannte Ablösung tritt ein, der am Boden stehende Beobachter erkennt dies durch schnell auffrischenden Wind, der durch die nachströmende (Kalt-)Luft verursacht wird und nicht aus der Hauptwindrichtung kommt). Ein Segelflieger bemerkt starke Schwankungen der Steigrate, bei der Höhengewinne immer wieder von Sinkperioden unterbrochen werden, obwohl der eigene Standort nicht verändert wird.
- Thermikschlauch: hier herrscht ein kontinuierlicher Nachschub von erwärmter Luft am Boden vor, so dass permanent die nach oben entweichende Luft in Bodennähe nachströmt, schnell genug und in ausreichender Menge erwärmt wird und nach oben entweicht. Das Steigen ist nahezu konstant.

Da die Luft vor allem in einer labil geschichteten Atmosphäre leicht aufsteigt und sich dabei zunächst über den trockenadiabatischen Temperaturgradienten abkühlt, kann sie irgendwann das Kondensationsniveau erreichen und zur Entstehung von Wolken kommen. Cumuluswolken sind somit ein sichtbares Anzeichen für Thermik. Ist die Luft zu trocken, so dass keine Wolkenbildung eintritt, spricht man von Blauthermik – der Himmel bleibt wolkenlos und blau. Sie kann allenfalls durch mitaufsteigende Pollen, Staub sowie kreisende Vögel oder Segelflugzeuge erkannt werden. Im Gegensatz dazu können sich bei entsprechender Thermikstärke aus Cumuluswolken im Tagesverlauf Cumulonimbuswolken und Gewitter bilden.
Oftmals „fließt“ die entstandene Thermik einen Hang entlang entgegengesetzt zur Falllinie nach oben bis zu einer Abrisskante – dies kann ein Knick im Gelände sein oder eine Änderung der Bodenbeschaffenheit. Dort trennt sich das Warmluftpaket vom Boden und steigt wie eine große Seifenblase auf. Im Flachland hilft leichter bis mäßiger Wind dabei, dass sie sich an Geländekanten oder Waldrändern vom Boden lösen und aufsteigen kann.
Der thermische Aufwind endet, wenn vom Boden keine weitere Warmluft nachströmt. Je nach Sonneneinstrahlung kann es einige Zeit dauern, bis wieder genügend Warmluft entstanden ist und diese wieder aufsteigen kann. Bei diesen wiederkehrenden Aufwinden an gleicher Stelle spricht man von pulsierender Thermik.
Sperrschichten wie Inversion oder die Tropopause stoppen die aufsteigende Luft in der Höhe.

## Faktoren der Thermikintensität
Die Intensität der Thermik hängt u. a. von der Sonneneinstrahlung, der Beschaffenheit der Erdoberfläche, der Luftfeuchtigkeit und dem Einstrahlungswinkel ab. Ein trockenes Getreidefeld kann mehr Wärme abgeben als eine feuchte Wiese, eine zur Sonne geneigte Gebirgsflanke wird mehr erwärmt als das Flachland. Dies liegt an der unterschiedlichen Wärmespeicherfähigkeit sowie Feuchtigkeit und Verdunstung des Untergrunds. Der ideale Thermikboden sollte
- möglichst wenig Sonnenlicht zurückstrahlen (kleiner Albedowert),
- wenig Wasser verdunsten und
- wenig Wärme in den Boden ableiten, sondern heiß werden, um die Luft darüber zu erwärmen.

Leitet der Boden Wärme nach unten weiter (z. B. Lehmboden), erwärmt er sich nur wenig. Ein schlechter Wärmeleiter, wie trockener Sand oder ein gepflügter Acker, heizt sich dagegen auf. Auch kann zum Beispiel ein nasser Boden, ist er kälter als die Luft, mehr Wärme speichern als ein trockener, weil das Wasser zusätzlich zur Materie des Bodens Wärme aus der Luft aufnehmen kann. Ist ein nasser Boden im Weiteren kälter als die Luft, wird ein großer Teil der Sonnenenergie, die auf den Boden trifft, in sogenannte Verdunstungskälte umgewandelt, entsprechend wird die bodennahe Luft im Vergleich zu den direkt höheren Luftschichten durch den Boden abgekühlt. Pflanzen können abhängig von ihrer Art, Wachstumsstand und Dichte die Thermik verringern. Der Wald spielt dabei einen Sonderfall: Tagsüber verringert er durch Verdunstung die Thermik, gegen Abend ist der Kronenraum aber wärmer als die Umgebung und spendet eine schwache Thermik. Dagegen sind Waldlichtungen und Waldränder gute Thermikquellen und Abrisskanten.
Speichert der Boden viel Wärme, wie z. B. Wälder oder Städte, kann er sie zeitlich versetzt wieder an die Luft abgeben und führt zu Thermik am späten Nachmittag bis Abend.
Zum anderen spielt für die Intensität eines thermischen Aufwindes der Temperaturgradient (vertikale Temperaturabnahme) der Umgebungsluft eine wesentliche Rolle, der zwischen 0,65 °C und 1,35 °C je 100 m Höhe betragen kann. Da sich Luft beim Aufsteigen bis zum Erreichen des Kondensationsniveaus konstant mit 1 °C je 100 m abkühlt, würde bei einem Gradienten unter 1 °C aufsteigende Luft bald kälter werden als die umgebende Luft (stabile Schichtung). Bei einem Gradienten von 1 °C (indifferente Schichtung) bleibt die Temperaturdifferenz mit zunehmender Höhe gleich und führt zu mittelmäßiger bis guter Thermik bei gleich bleibenden Steigwerten. Beträgt der Gradient über 1 °C (labile Schichtung), nimmt die Temperaturdifferenz mit der Höhe entsprechend zu – ebenso die Steigwerte und Thermikstärke.
Demnach kann sich bei Kaltluftadvektion die Thermik wesentlich verstärken. Sie tritt ein, wenn kühlere Luftmassen in höheren Luftschichten von einer anderen Stelle herbeigeführt werden wie z. B. nach dem Durchgang einer Kaltfront, dem sog. Rückseitenwetter. Dadurch reicht bereits geringe Erwärmung des Bodens aus, um der erwärmten Luft einen Temperaturvorsprung gegenüber der Umgebungsluft zu geben und eine Ablösung und rasches Aufsteigen herbeizuführen. Solche Wetterlagen werden von Thermikfliegern gerne zu ausgedehnten Streckenflügen genutzt.
Weitere Effekte unterstützen den Aufwind:
Bei der Entstehung von Wolken wird zusätzlich die Kondensationsenthalpie des Wasserdampfs freigesetzt, die zu einem weiteren Temperaturvorsprung zur Umgebung und damit zu einem weiteren Aufsteigen der Luftpakete führen kann – die Thermik verstärkt sich.
In den Randzonen der Aufwinde wird durch Entrainment trockene und kühlere Luft eingemischt. Gerade bei Feuchtekonvektion, also Thermikwolken, kann sich durch entstehende Verdunstungskälte die Thermik noch weiter verstärken, da sich ein dünner Kaltluftmantel um die Wolke legt.

## Messung
In der Aviatik wird die Stärke der Thermik als Geschwindigkeit der aufsteigenden Luft gemessen. Diese beträgt zwischen 0,1 und 10 m/s, unter Cumulonimbuswolken auch wesentlich mehr. Als Messinstrument in einem Luftfahrzeug dient das Variometer.
Die räumliche Verteilung der Thermik in der Atmosphäre kann auch folgendermaßen gemessen werden:
- Messung des Windfeldes (durch Dopplerverschiebung) mittels verschiedener Radartechniken, RADAR, LIDAR, SODAR
- Indirekte Messung der Temperaturverteilung eines Luftvolumens durch Messung der Wärmestrahlung (Infrarot). Aus der Temperaturverteilung kann auf die Thermik geschlossen werden

Durch thermische Aufwinde werden u. U. Ionen bewegt, wodurch sich das elektrische Feld der Atmosphäre verändert. Die Messung des elektrischen Feldes resp. dessen Gradienten innerhalb des Luftvolumens (aus einem Flugzeug heraus) sind Rückschlüsse über das Vorhandensein von Thermik möglich.

## Nutzung
In der motorlosen Fliegerei, beispielsweise beim Segelflug, Hängegleiten und Gleitschirmfliegen, wird Thermik genutzt, um Höhe zu gewinnen (1000 bis 3000 m im Flachland, im Gebirge noch höher). Die obere, nutzbare Grenze der Thermik ist die Wolkenbasis. Je nach nationaler Gesetzeslage dürfen Segelflieger mit einer Wolkenfluglizenz auch innerhalb einer Wolke weiter steigen, wobei evtl. eine Freigabe der Flugsicherung nötig ist. Das Fliegen in einer Wolke ist allerdings mit Risiken verbunden und wird nur selten praktiziert. Für die Motorfliegerei hingegen ist die Thermik eher störend, da sie unangenehme Turbulenzen verursachen kann. Für Heißluftballone kann sie sogar gefährlich sein, da Thermik aufgrund der geringeren Temperaturdifferenz (Ballonhülle zur Umgebung) zum Sinken des Ballons führt.
Thermikkraftwerke versuchen die in der Thermik enthaltene Energie in elektrische Energie umzuwandeln.

## Stärke der Thermik
Für die Thermikstärke, also die Geschwindigkeit der aufsteigenden Luft, spielen Dichteunterschiede zwischen Thermik und Umgebungsluft eine entscheidende Rolle. Der Dichteunterschied hängt maßgeblich von der relativen Luftfeuchtigkeit, also von der Taupunktdifferenz ab. Die Thermik ist feuchter und damit leichter als die Umgebungsluft. Temperaturunterschiede zwischen Thermik und Umgebungsluft sind für die Dichteunterschiede hingegen vernachlässigbar: In etwa 200 m über Grund beträgt die Temperaturdifferenz im Durchschnitt weniger als 0,3 °C, in 600 m Höhe oft nur noch 0,15 °C.

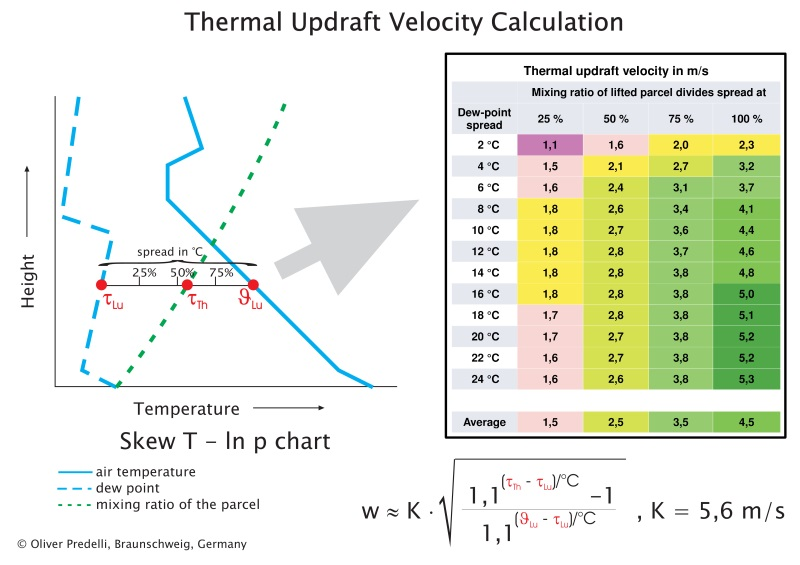
Berechnung der Thermikstärke anhand von Temperaturwerten aus dem Vertikalprofil der Atmosphäre (Temp oder Skew-T).

Die Thermik-Formel zur Berechnung der Auftriebsgeschwindigkeit lautet:
{\displaystyle w=K\;{\sqrt {\frac {1{,}1^{(\tau _{\mathrm {Th} }-\tau _{\mathrm {Lu} })}-1}{1,1^{(\vartheta _{\mathrm {Lu} }-\tau _{\mathrm {Lu} })}}}}\quad } mit {\displaystyle K=5{,}6\ \mathrm {m/s} }.
Die einzelnen Formelzeichen stehen für folgende Größen:
| {\displaystyle w}                          | Geschwindigkeit des Aufwinds in m/s,                   |
| {\displaystyle K}                          | Eine empirisch ermittelte Kennzahl mit der Einheit m/s |
| {\displaystyle \vartheta _{\mathrm {Lu} }} | Temperatur der Umgebungsluft in °C,                    |
| {\displaystyle \tau _{\mathrm {Lu} }}      | Taupunkttemperatur der Umgebungsluft in °C,            |
| {\displaystyle \tau _{\mathrm {Th} }}      | Taupunkttemperatur der Thermikblase in °C.             |
Ein Vertikalprofil, wie es von Wetterdiensten für verschiedene Orte der Welt gemessen oder berechnet wird, zeigt Temperatur und Taupunkttemperatur der Umgebungsluft in verschiedenen Höhen. Darin findet sich auch die Linie des konstanten Sättigungsmischungsverhältnisses des Bodentaupunktes, die der Taupunkttemperatur der Thermik entspricht. Somit können aus dem Vertikalprofil alle relevanten Größen zur Berechnung der Thermikstärke in der jeweiligen Höhe ausgelesen werden.